# Instituto Internacional de Agricultura
El Instituto Internacional de Agricultura (IIA) fue fundado en Roma en 1905 por el Rey de Italia Víctor Manuel III con el propósito de crear una oficina de información para la recopilación de estadísticas agrarias. Fue creado originalmente gracias a la obra de David Lubin. En 1930 el IIA publicó el primer censo agrario mundial. Tras la Segunda Guerra Mundial, tanto sus recursos como su mandato fueron transferidos a la Organización para la Alimentación y la Agricultura (FAO) de Naciones Unidas.

## Historia
En 1904, David Lubin, asentado en Sacramento (California), tuvo la idea de crear tal institución, y su proyecto encontró el favor del Rey de Italia. Este aportó un edificio en Roma y un presupuesto anual de 60.000 dólares. El Rey convocó el primer congreso en 1906, asistiendo delegados de 40 países. En el congreso se adoptó un tratado convirtiendo al instituto en organización permanente y definiendo su ámbito y actividades.

## Gobierno
El gobierno del IIA estaba conferido a una asamblea general de delegados de los países miembros, que se reunía cada dos años, y a un comité ejecutivo permanente, donde había un representante de cada país. Este comité permanente estaba al cargo directo del IIA. Los oficiales generales eran el presidente (asimismo presidente del comité permanente), el vicepresidente y el secretario general.
El trabajo del instituto se dividía en los siguientes cuatro departamentos:
1. Departamento del secretario general, a cargo del personal, asuntos financieros y otros rutinarios, sede y equipamiento, impresión y distribución de publicaciones, la biblioteca y el trabajo bibliográfico general y, como servicio más reciente, la preparación y publicación de una compilación anual de legislación agraria de los diferentes países del mundo.
2. Departamento de estadística general, que recopilaba, cotejaba y publicaba estadísticas de producción y comercio de productos agrarios, tanto animales como vegetales, a lo largo del mundo.
3. Departamento de inteligencia agraria y enfermedades vegetales, que recopilaba y publicaba información sobre el progreso de las investigaciones experimentales y científicas, así como experiencia práctica, en la agricultura de todo el mundo y, como parte de este trabajo, otorgaba especial atención a las patologías vegetales y la entomología.
4. Departamento de instituciones sociales y económicas, que recopilaba y publicaba estadísticas e información general sobre cooperativismo agrario, seguros y créditos, junto a otras materias relacionadas con la organización social y económica de las comunidades rurales.

El presupuesto anual del instituto era de 250.000 dólares (c. 1915), aportados por los gobiernos adheridos sobre la base de un número de unidades asignado a cada país.

## Publicaciones
Aquellas publicaciones del IIA que tenían relevancia para la formación del precio de los productos básicos (tales como los informes sobre cultivos y datos sobre exportaciones, importaciones y stocks) estaban basadas exclusivamente en información oficial, aportada directamente al instituto por los gobiernos adheridos. Se producían otras publicaciones basadas en información oficialmente comunicada por los gobiernos, artículos originales aportados por autoridades eminentes designadas por aquellos y extractos y resúmenes de artículos traducidos de las 2.225 publicaciones periódicas oficiales y no oficiales del mundo que recibía el IIA.
El IIA imprimía y publicaba dos boletines anuales, tres mensuales y uno semanal, junto a un considerable número de monografías sobre temas especiales. Los anuarios versaban sobre estadísticas y legislación agraria, respectivamente. Los boletines mensuales eran sobre estadísticas agrarias, inteligencia agraria y enfermedades vegetales e instituciones económicas y sociales, y el boletín semanal era de carácter bibliográfico. Los boletines mensuales se publicaban en francés, alemán, inglés, castellano, italiano y húngaro. Siendo el francés el idioma oficial del IIA, las ediciones en aquella lengua eran sufragadas por los fondos del Instituto.
La provisión de ediciones en las otras lenguas era realizada por los países interesados. El Congreso de los Estados Unidos hacía una aportación anual de 5.000 dólares (c. 1915) para traducir e imprimir la edición inglesa, siendo asumido el resto del pago por el Reino Unido y sus colonias.

## Biblioteca
El IIA albergaba una gran biblioteca de literatura agraria. Cuando el instituto se consolidó firmemente y su prestigio como oficina de información internacional estuvo más reconocido, afrontó una creciente demanda para la extensión de su servicio bibliográfico en muchos aspectos. Después de que el IIA cesara sus operaciones en 1945, su colección bibliográfica fue transferida a la Biblioteca David Lubin de la FAO. La biblioteca está abierta a visitas externas. Los requisitos para los visitantes pueden encontrarse aquí.